# Список версій Android
Android — вільна операційна система мобільних телефонів, планшетних комп'ютерів і смартбуків, що використовує ядро Linux, яка розробляється Open Handset Alliance і належить Google. З моменту виходу першої версії у вересні 2008 року відбулося 40 оновлень системи. Ці оновлення, як правило, стосуються виправлення виявлених помилок і додавання нової функціональності в систему.
Спочатку Google розраховувала давати версіями Android імена відомих роботів (відомо, що дві збірки до випуску мали назви «Astro Boy» та «Bender»), але відмовилася через проблеми з авторськими правами. Кожна версія системи, починаючи з 1.5, отримує власне кодове ім'я на тему солодощів. Кодові імена присвоюються в алфавітному порядку латинського алфавіту.
Починаючи з версії 3.1, і до 6.0 оновлення виходили раз на 6 місяців. На конференції Google I/O 2014 була представлена нова версія ОС Android під кодовою назвою «L». На даний момент випущено 13 версій системи. Виходячи з статистики на квітень 2020 року, частки версій розподілилися наступним чином:.
Статистика версій Android на 1 квітня 2025 року
Використання версій станом на 1 квітня 2025 року:
- 4.4-4.4.4 («KitKat») ▼ 0,1 %
- 5.0-5.1.1 («Lollipop») ▼ 0,6 %
- 6.0-6.0.1 («Marshmallow») ▼ 0,7 %
- 7.0-7.1.2 («Nougat») ▼ 1,2 %
- 8.0-8.1 («Oreo») ▬ 4,0 %
- 9 («Pie») ▼ 5,8 %
- 10 (Q) ▼ 10,2 %
- 11 (R) ▼ 15,9 %
- 12-12L (S) ▼ 12,8 %
- 13 (T) ▼ 16,8 %
- 14 (U) ▲ 27,4 %
- 15 (V) ▲ 4,4 %

## Історія оновлень
|                                                                                   | Українська назва: «відсутня» |
| - Перша стабільна версія системи                                                  |                              |
| Дата виходу: 23 вересня 2008 року [ 5 ] . Версія ядра Linux: 2.6.25 Версія API: 1 |                              |

| | Українська назва: «відсутня» |
| - Виправлення декількох проблем - Зміни в API - Додані подробиці та відгуки до карт - Збільшений період вимкнення екрану при використанні в режимі телефону - Додані кнопки «Show» і «Hide» в меню виклику - Додана підтримка збереження вкладень з MMS - Додана підтримка міток в розкладках. Примітка: версію було випущено тільки для T-Mobile G1. |                              |
| Дата виходу: 9 лютого 2009 року Версія ядра Linux: 2.6.25 Версія API: 2 |                              |

| | Українська назва: «Кекс» |
| - Можливість установлення сторонніх клавіатур - Нова програмна клавіатура з функцією автозаповнення і можливістю роботи при різних положеннях екрану - Підтримка віджетів і папок на робочому столі - Запис і відтворення відео в MPEG-4 і 3gp - Підтримка Bluetooth-профілю A2DP і AVRCP - Можливість автоматичного підключення Bluetooth-гарнітури, що знаходиться на певній відстані - Оновлення WebKit і JavaScript-рушія SquirrelFish - Можливість публікації фотографій (Picasa) і відео (YouTube) в Інтернеті - Додано пошук по вебсторінці і можливість роботи з текстом - Візуальні зміни в браузері - Зміни списку контактів та історії дзвінків - Додано інструменти для обслуговування та автоматичного визначення файлової системи карти пам'яті - Анімація при перемиканні між вікнами |                          |
| Дата виходу: 30 квітня 2009 року [ 9 ] . Версія ядра Linux: 2.6.27 [ 8 ] . Версія API: 3 |                          |

| | Українська назва: «Пампушка» |
| - Змінено дизайн і покращена робота з магазином застосунків Android Market. - Інтегровано інтерфейс для роботи з фото, відеокамерою і галереєю знімків, що дозволяє легко перемикатися між режимом фото і відео, а в галереї з'явилася можливість виділяти відразу кілька об'єктів для видалення. - Додано функцію багатомовного голосового пошуку - Оновлено функцію пошуку, яка дозволяє ввести пошук серед закладок, історії, контактів, а також в Інтернеті. - Підвищено швидкість роботи застосунків пошуку і камери - Додано підтримку CDMA, 802.1x, VPN, а також функцію синтезу мови. - Підтримка роздільної здатності WVGA - Додано фреймворк жестів і інструмент GestureBuilder. - Додано можливість безкоштовної покрокової навігації від Google. |                              |
| Дата виходу: 15 вересня 2009 року [ 11 ] . Версія ядра Linux: 2.6.29 [ 10 ] Версія API: 4 |                              |

| | Українська назва: «Еклер» |
| - Додано можливість використання кількох облікових записів Google; - Оновлено інтерфейс клієнту електронної пошти для роботи з кількома обліковими записами; - Додано підтримка Microsoft Exchange Server через Exchange ActiveSync 2.5; - Додано можливість швидкого доступу до контактів; - Додано можливість пошуку по SMS і MMS повідомленням та автоматичного видалення старих повідомлень після досягнення ліміту; - Оновлення камери: підтримка фотоспалаху, цифрового збільшення й фотоефектів; - Покращено розкладка екранної клавіатури та механізм навчання словника; - Новий користувацький інтерфейс веббраузера та підтримка HTML5; - Оновлено календар; - Оновлення графічної архітектури, що дозволило поліпшити апаратне прискорення; - Підтримка Bluetooth 2.1 і профілів OPP і PBAP; - Додано підтримку нових розмірів і роздільних здатностей екранів; - Змінено користувацький інтерфейс; - Поліпшений клас MotionEvent для підтримки декількох доторків. - Додано «живі» шпалери; - Поліпшено контрастність фону; - Додано поліпшення Google Maps 3.1.2. Примітки: - «2.0.1» SDK було випущено 3 грудня 2009 року. - «2.1» SDK було випущено 12 січня 2010 року. |                           |
| Дата виходу: 27 жовтня 2009 (2.0), 12 січня 2010 (2.1) [ 15 ] . Версія ядра Linux: 2.6.29 Версія API: 5, 6, 7 |                           |

| | Українська назва: «Заморожений йогурт» |
| - Загальна оптимізація ОС Android, пам'яті і продуктивності;; - Додаткові поліпшення швидкості роботи програм, що використовують JIT-компіляцію; - Інтеграція в браузер JavaScript-рушія V8, раніше реалізованого в Chrome; - Покращено підтримку Microsoft Exchange (політики безпеки, автоматичне розпізнавання, перегляд GAL, синхронізація календаря, віддалена робота); - Поліпшено запуск через ярлики застосунків телефону і браузера; - Додано функціональність тетеринга за допомогою USB і Wi-Fi; - Додано можливість блокувати доступ до даних стільникового зв'язку; - Оновлено застосунок для роботи з Android Market, до якого додано можливість групових і автоматичних оновлень; - Швидке перемикання між декількома клавіатурними розкладками і відповідними їм словниками; - Голосовий набір і обмін контактами через Bluetooth; - Підтримка числових і символьно-числових паролів; - Підтримка полів у браузері для завантаження файлів; - Підтримка установки застосунків у розширену пам'ять; - Підтримка Adobe Flash 10.2; - Підтримка екранів з надвисокою роздільною здатністю 320 dpi, таких як 4-дюймовий екран з роздільною здатністю 720p. - Виправляє деякі помилки, містить оновлення безпеки і продуктивності. - Виправлені дрібні помилки, у тому числі проблема з SMS на Nexus One. - Оновлення безпеки. |                                        |
| Дата виходу: 20 травня 2010 [ 16 ] . Версія ядра Linux: 2.6.32 [ 16 ] Версія API: 8 |                                        |

| | Українська назва: «Імбирне тістечко» |
| - Оновлений дизайн користувацького інтерфейсу; - Підтримка надвисоких розмірів екранів і роздільностей (WXGA); - Вбудована підтримка протоколу SIP VoIP-телефонії; - Підтримка програвання відео форматів WebM/VP8, а також підтримка аудіо стандарту AAC; - Нові звукові ефекти: реверберація, еквалайзер, віртуалізація навушників, посилення басів; - Підтримка стандарту NFC; - Системна підтримка копіювання і вставки; - Перероблена програмна клавіатура з підтримкою декількох доторків; - Покращена підтримка вбудованої розробки коду; - Поліпшення для розробників ігор в галузі аудіо, графічної частини та вводу інформації; - Паралельне збирання сміття для поліпшення продуктивності; - Вбудована підтримка більшої кількості датчиків (наприклад, гіроскопів та барометрів); - Менеджер завантаження для тривалих звантажень; - Розширене керування живленням і контроль за застосунками; - Вбудована підтримка декількох камер; - Перехід з використання файлової системи YAFFS на ext4. - Виправлені проблеми з SMS і MMS. - Деякі поліпшення й API для платформи Android 2.3. - Відео та голосовий чат для Google Talk. - Поліпшення продуктивності мережевого стека для апарату Nexus S 4G; - Виправлено баг Bluetooth на Samsung Galaxy S; - Покращено застосунок Gmail; - Виправлена проблема з часовими поясами GMT+3 і GMT+4. - Виправлено баг голосового пошуку. - Додано підтримку платіжної системи Google Wallet для апарату Nexus S 4G. |                                      |
| Дата виходу: 6 грудня 2010 [ 22 ] . Версія ядра Linux: 2.6.35 [ 23 ] Версія API: 9, 10 |                                      |

| | Українська назва: «Медові стільники» |
| - Підтримка багатоядерних процесорів; - Покращена підтримка планшетів завдяки новому інтерфейсу; - Тривимірний робочий стіл з переписаними віджетами; - Поліпшена багатозадачність; - Поліпшення браузера, серед яких закладки для відкритих вебсторінок, автозаповнення форм, синхронізація посилань з Google Chrome, приватний режим перегляду; - Підтримка відеочатів за допомогою Google Talk; - Підтримка апаратного прискорення. - Розширений список недавно запущених застосунків; - Змінний розмір віджетів робочого столу; - Підтримка зовнішніх клавіатур, мишей, джойстиків і геймпадів; - Рідне (англ. native) відтворення аудіо-файлів у форматі FLAC; - Підтримка HTTP-проксі для кожної підключеної Wi-Fi-точки. - Внесено оптимізації для підтримки більш широкого спектра планшетів; - Доданий спеціальний режим масштабування застосунків з фіксованим розміром; - Розширений API підтримки екрану для розробників; - Легкий доступ застосунків до файлів на SD-карті, наприклад, з метою синхронізації. |                                      |
| Дата виходу: 22 лютого 2011 [ 28 ] . Версія ядра Linux: 2.6.36 [ 29 ] . Версія API: 11, 12, 13 |                                      |

| | Українська назва: «Вафельне морозиво» |
| Ice Cream Sandwich була анонсована 10 травня 2011 на конференції Google I/O 2011 і представлена 19 жовтня 2011 разом зі смартфоном Galaxy Nexus. Серед заявлених особливостей: - Використання єдиної оболонки для планшетів, смартфонів та інших пристроїв на базі ОС Android; - Open Accessory API — API для інтеграції з різноманітним обладнанням; - Підтримка Real-time Transport Protocol API для аудіо; - Поліпшена багатозадачність; - Зміна панелі сповіщень; - Створення тек на робочому столі для застосунків; - Масштабовані віджети; - Змінена панель блокування з винесенням ярликів для швидкого запуску камери, доступу до функцій телефону (викликів), доступу до текстових повідомлень і меню для роботи з електронною поштою; - Покращене введення тексту і перевірка орфографії; - Покращений режим голосового диктування тексту; - Система контролю використання інтернет-трафіку; - Програмне поліпшення камери: запровадження режиму панорамної зйомки, програмна стабілізація зображення, ефекти в реальному часі при відеозйомці; - Підтримка зняття скріншотів (screen capture) засобами операційної системи; - Оновлений браузер з підтримкою вкладок, синхронізацією закладок Google Chrome. Також оновлено ядро WebKit і рушій V8 з підтримкою Crankshaft; - Розширені можливості безпеки: розблокування пристрою через розпізнавання обличчя власника, повне шифрування апарату, ASLR, новий VPN API; - Підтримка Wi-Fi Direct. - Виправлення помилок для Galaxy Nexus. - Оптимізації і виправлення знайдених недоліків для смартфонів і планшетів. - Поліпшення продуктивності камери, збільшення стабільності, більш плавний поворот екрану і деякі виправлення. |                                       |
| Дата виходу: 19 жовтня 2011 [ 31 ] . Версія ядра Linux: 3.0 Версія API: 14, 15 |                                       |

| | Українська назва: «Желейна цукерка» |
| 27 червня 2012 на Google I/O компанія Google представила наступну версію Android 4.1 Jelly Bean разом з планшетом Nexus 7. Зміни в основному торкнулися плавності роботи інтерфейсу. Нове оновлення принесло поліпшення в продуктивності — центральний і графічний процесор працюють паралельно. Завдяки цьому на деяких пристроях Android 4.1 буде працювати з частотою 60 кадрів в секунду. 29 жовтня 2012 разом з оновленим планшетом Nexus 7, планшетом Nexus 10 і смартфоном LG Nexus 4 була офіційно представлена операційна система Android 4.2 Jelly Bean. 25 липня 2013 була офіційно анонсована операційна система Android 4.3 Jelly Bean з невеликою кількістю змін. - Keep і Hangouts тепер включений у прошивку та Google Apps за замовчуванням; - Виправлено нещодавно знайдену помилку під назвою MasterKey; - Smart або Bluetooth 4.0 LowEnergy включений в нову прошивку, що підвищує енергоефективність пристрою при роботі по даному протоколу - В області повідомлень тепер відображаються всі застосунки, що працюють, навіть у фоновому режимі. Вимкнути відображення значка на панелі можна в налаштуваннях; - У налаштуваннях можна встановити постійну роботу Wi-Fi для поліпшеного гео-позиціонування; - AVRCP 1.3, доступний спільно з Bluetooth Smart, дозволяє за допомогою Bluetooth об'єднувати два пристрої і використовувати їх як управляють один одним; - Доступна нова камера та галерея; - Система тепер підтримує OpenGL ES 3.0; - З'явилася прихована налаштування індивідуальних дозволів для застосунків. |                                     |
| Дата виходу: 21 червня 2012 (4.1), 29 жовтня 2012 (4.2), 24 липня 2013 (4.3) Версія ядра Linux: 3.0.8-3.4 (4.2.1+) Версія API: 16, 17, 18 |                                     |

| | Українська назва: «КітКат» |
| 31 жовтня 2013 компанія Google представила наступну версію Android 4.4. Зміни торкнулися інтерфейсу. Також Android оптимізували для роботи на бюджетних смартфонах з оперативною пам'яттю 512 МБ. Одночасно з новою версією Android Google представив новий смартфон Nexus 5. Нововведення версії: - Постійно активний голосовий помічник. Торкатися до екрану не потрібно, достатньо лише вимовити «Ok Google», потім можна дати команду або продиктувати, що потрібно знайти; - Відображення обкладинок і кнопок керування на екрані блокування при відтворенні музики або показі фільмів через Chromecast; - Кнопки навігації і панель сповіщень автоматично ховаються; - Більш швидке перемикання між завданнями і оптимізоване розподілення пам'яті; - Пріоритетність в телефонній книзі. Контакти, з якими користувач спілкується найчастіше, показані вгорі списку. Прямо в програмі «Контакти» можна шукати людей, місця на карті і організації; - Розумний визначник номера. Якщо номер не знайдено в «Контактах», телефон спробує визначити за даними Google Maps, з якої організації телефонують; - Центр спілкування. Застосунок Hangouts дозволяє вести листування в чаті, здійснювати відеодзвінки, відправляти і отримувати SMS та MMS-повідомлення та ділитися GIF-анімацією; - Японські смайлики. У стандартну клавіатуру додані барвисті мініатюрні картинки Emoji; - Підтримка хмарних принтерів. Фотографії, документи та вебсторінки можна роздруковувати на принтері, підключеному до сервісу Google Cloud Print, та на інших принтерах, які підтримують друк через мобільні застосунки; - Швидке збереження файлів в хмару. Деякі програми (наприклад, оновлений QuickOffice) підтримують моментальне надсилання файлів у Google Drive; - Підтримка Message Access Profile в автомобілях, оснащених модулями Bluetooth; - Підтримка Chromecast; - Запуск вебдодатків через Chrome; - Відображення субтитрів до фільмів у стандартному відеоплеєрі; - Вбудований сервіс «Віддалене керування Android»; - Оновлений дизайн завантажувача файлів з сортуванням і налаштуванням способу відображення завантажених файлів: списком або слайдами; - Перемикання між встановленими лаунчерами через системні налаштування; - Оновлене засосунок електронної пошти з папками, фотографіями акаунтів і поліпшеною навігацією; - Підтримка застосунків, що використовують інфрачервоний порт; - Доступ до налаштувань позиціонування через значок в «Швидких налаштуваннях»; - Налаштування способу позиціонування: точна або з меншою витратою батареї. В системних настройках можна подивитися, які програми намагаються визначити місце розташування; - Запуск застосунків в пісочниці Security-Enhanced Linux; - Підтримка крокоміру; - Здійснення NFC-платежів у Google Wallet та і інші платіжні системи. Статистика зберігається в хмарі або пам'яті пристрою. - Експериментальний предкомпілятор Android Runtime (ART); - Імерсійний режим, який автоматично приховує зайві дані на екрані пристрою під час гри, читання або перегляду відео. - Усунення невеликих помилок. - Виправлено помилку вимкнення передачі даних; - Виправлено помилку, пов'язану з процесом камери, що впливала на заряд акумулятора; - Виправлено фокусування у звичайному та HDR-режимах; - Інші виправлення в роботі камери; - Виправлено проблему, пов'язану з переходом пристрою в режим «глибокого сну»; - Деякі виправлення в роботі Bluetooth; - Виправлено помилку випадкового перезавантаження пристрою; - Виправлено помилку, коли ярлики пропадали з робочого столу після оновлення програми; - Виправлено помилки безпеки при USB-підключенні; - Усунення проблеми з автоматичним підключенням до Wi-Fi; - Виправлено зависання в MMS, Email/Exchange, Calendar, People/Dialer/Contacts, DSP, IPv6, VPN при активації; - Виправлено роботу LED-індикатора пропущених викликів; - Виправлено роботу субтитрів; - Виправлено відображення статистики передачі даних; - Виправлено роботу Інтернет-телефонії; - Виправлення для дотримання вимог Федерального Агентства Зв'язку (FCC). |                            |
| Дата виходу: 31 жовтня 2013 (4.4), 5 грудня 2013 року (4.4.1), 9 грудня 2013 (4.4.2), 2 червня 2014 (4.4.3) Версія ядра Linux: 3.4 Версія API: 19 |                            |

| | Українська назва: «Льодяник» |
| 26 червня 2014 року на щорічній конференції Google I/O 2014 представили нову версію операційної системи Android під назвою «Lollipop». Інтерфейс ОС став більш мінімалістичним, Google називає це оновлення інтерфейсу наймасштабнішим за останні 3 роки. - «Material design» — нова складова користувацького інтерфейсу, яка базується на простоті, яскравості, зрозумілості та функціональності; - З'явився Project Volta, завдяки якому операційна система звертається до процесора не поодинокими запитами, а пакетами даних, тим самим заощаджуючи заряд, внаслідок чого Nexus 5 може працювати на 1,5 години довше; - Повідомлення на екрані блокування. Щоб відкрити одне з повідомлень, потрібно двічі клацнути по ньому; - Тепер замість компілятора Dalvik використовується компілятор ART; - Ambient display — функція, за якої при взятті Nexus 6 або 9 у руки відразу вмикається дисплей, що показує важливі повідомлення; - Smart lock; - У меню швидких налаштувань додано ліхтарик; - Перероблений режим авторегулювання яскравості екрану; - У меню «Про телефон» з'явилася можливість залишити відгук про пристрій; - З'явилася можливість запуску камери і «дзвонилки» з екрану блокування; - Повноцінний менеджер користувачів; - Можна налаштувати сповіщення програм, вимикаючи їх, якщо навіть такої опції немає в самій програмі; - Новий інтерфейс зміни запущених застосунків. - Виправлені помилки; - Покращена стабільність системи; - Покращена шторка, інтуїтивний інтерфейс для швидкого вибору мережі Wi-Fi та Bluetooth; - Підтримка роботи з двома SIM-картками (раніше виробникам доводилося реалізовувати цю функцію власними силами), для кожної SIM-картки можна буде створювати свій профіль з певним кольором, в котрий буде зафарбовуватися колір стандартної «дзвонилки» для швидкого розпізнавання SIM-картки, яка використовується; - Підтримка HD Voice (за умови, що технологія підтримується оператором і «залізом» смартфона); - Нова система захисту смартфона і системи Device Protection (Device Protection блокує смартфон або планшет у випадку крадіжки або втрати, роблячи його фактично неробочим до тих пір, поки справжній власник не пройде верифікацію Google-аккаунта і не зніме програмне блокування); - Новий жест для «важливих повідомлень»: змахнувши повідомлення вгору, залишиться нагадування про пропущену подію. |                              |
| Дата виходу: 12 листопада 2014 (5.0), 2 грудня 2014 (5.0.1), 19 грудня 2014 (5.0.2), 9 березня 2015 (5.1), 21 квітня 2015 (5.1.1) Версія ядра Linux: 3.4 Версія API: 21, 22 |                              |

| | Українська назва: «Зефір» |
| - Цю версію операційної системи Android представив віце-президент Google Сундар Пічаї на конференції для розробників Google I/O; - Серед головних функцій релізу — мобільна платіжна система Android Pay і стандартизована верифікація за допомогою відбитків пальців на рівні платформи. Для пристроїв, оснащених сканером відбитка, буде доступна розблокування гаджета і авторизація покупок в Google Play, а розробники зможуть вбудовувати відповідний API в будь-які Android-застосунки; - Також Google приділила багато уваги економії заряду акумулятора — саме в цій сфері Android-пристрої часто піддаються критиці. Функція Doze працює за рахунок сенсора руху: коли пристрій перебуває в спокої довгий час, активується «глибокий сплячий» режим, активність програм у фоновому режимі сильно обмежується, що зберігає заряд батареї; - Google також обіцяла користувачам більше контролю над застосунками, що використовують дані: запити на роботу з інформацією будуть відправлятися не в момент встановлення, а безпосередньо у процесі використання програми; - Нова функція Chrome Custom Tabs покликана зробити більш зручним споживання вебконтенту на мобільному. Всього в Android M буде близько 100 нових функцій, заявив віце-президент Google Девід Бюрку; - Попередня версія Android M з 29 травня 2015 доступна розробникам на Nexus 5, 6, 9 і Nexus Player, а фінальна версія вийшла вже восени — 5 жовтня. - Виправлено помилки; - Виправлено проблему з системним годинником; - Більше 200 нових смайликів (емодзі); - Функція швидкого запуску камери подвійним натисканням кнопки живлення (тільки для пристроїв Nexus). | [[Файл:\|200px]]          |
| Дата виходу: 28 травня 2015 (6.0), 7 травня 2015 (6.0.1) Версія ядра Linux: 3.4.0 Версія API: 23 |                           |

| | Українська назва: «Нуга» |
| - Режим багатовіконного поділу екрану, в якому два застосунки можуть поділити його навпіл; - Іконки швидкого доступу тепер виводяться на компактній панелі; - Реалізовано фільтрацію вхідних дзвінків за телефонним номером; - Фонове перемикання завдань: усі відкриті програми та виконувані операції можна швидко вивести на основний екран за допомогою кнопки «Огляд». Подвійне натискання відкриває попередню задачу, а утримування дозволяє вибрати потрібну серед усіх доступних. Подібна функція успішно використовується у Windows за допомогою комбінації клавіш Alt+Tab ↹; - Нічний режим дозволяє досягти оптимального відображення інформації на екрані за допомогою автоматичного підвищення контрастності та регулювання яскравості; - Повідомлення однієї програми можуть бути об'єднані; - Покращена функція енергозаощадження «Doze». Раніше вона працювала тільки, коли телефон був нерухомий, але тепер Google стверджує, що «Doze економить батарею всякий раз, коли екран вимикається»; - Новий режим «Data Saver» обмежує використання мобільних даних у фоновому режимі, і може викликати внутрішні функції в застосунках, які призначені для зменшення використання пропускної здатності, наприклад, стиснення якості потокового мультимедіа - Новий дизайн папок: значки всередині рамки збудовані у сітку. - Нічний режим «Night light» (фільтр синього кольору); - Покращене визначення дотиків до екрану; - Можливість швидкої відповіді на повідомлення свайпом по сканері відбитків пальців; - Автоматичні (фонові) оновлення безпеки; - Підтримка Daydream VR. |                          |
| Дата виходу: 22 серпня 2016 Версія ядра Linux: 3.10 Версія API: 24, 25 |                          |

| | Українська назва: «Орео» |
| - Режим картинка-в-картинці; - Підтримка кількох дисплеїв; - Перероблено систему сповіщень: - Канали, або категорії сповіщень; - Крапки сповіщень (англ. badge); - Можливість відкласти (англ. snooze) сповіщення на певний час, або видалити їх; - Тайм-аути, після яких дані сповіщення автоматично скасовуються, та налаштування сповіщень. - Поліпшене автозаповнення полів на кшталт імені користувача та номера кредитної картки за допомогою фреймворку англ. Autofill; - Можливість застосунків дозавантажувати шрифти під час виконання замість вбудовування в їх інсталяційний пакет (англ. APK), що зменшує розмір останнього, а також дозволяє різним застосункам спільно використовувати один і той самий шрифт; - Адаптивні піктограми з підтримкою візуальних ефектів і різних англ. shape на різних моделях пристроїв; - Закріплення ярликів і віджетів усередині будь-якого застосунку; - Захоплення курсору у відеоіграх, а також застосунках віддаленого керування та віртуалізації. - Android Go[уточнити]; - API нейронних мереж; - Різноманітні поліпшення й оновлення безпеки. |                          |
| Дата виходу: 21 серпня 2017 (8.0), 5 грудня 2017 (8.1) Версія ядра Linux: 4.10 Версія API: 26,27 |                          |

| | Українська назва: «Пиріг» |
| - RTT API дозволяє вимірювати відстань між мобільним пристроєм і Wi-Fi точкою. З його допомогою можна організувати навігацію всередині будівель із точністю 1—2 м; - Додана підтримка нефункціональних областей екрану для оптимізації застосунків під вирізи для фронтальної камери і датчиків у дисплеях; - Сповіщення навчилися відображати отримані зображення; - Користувачам дозволено блокувати групи каналів повідомлень; - Розробники можуть об'єднувати потоки з двох або більше камер для створення ефекту боке, безшовного масштабування й інших функцій; - Додана підтримка профілю VP9 Profile 2 для відеозаписів і формат HEIF для зображень; - Оновлений зовнішній вигляд повзунка гучності і дати на екрані блокування; - В меню живлення додана клавіша для створення скриншоту; - У Ambient Display доданий індикатор заряду батареї; - Введено єдиний шаблон для реалізації аутентифікації користувача за відбитками пальців для всіх застосунків; - Застосунки на Android P, перебуваючи у фоновому режимі, втрачають доступ до мікрофона, камери і датчиків, в число яких входять акселерометр і гіроскоп; - Годинник в панелі статусу знаходиться зліва. |                           |
| Дата виходу: 6 серпня 2018 Версія ядра Linux: 2.x Версія API: 28 |                           |

| | Українська назва: «відсутня» |
| - Підтримка гнучких смартфонів; - Нова навігація у вигляді жестів: провести вверх від лінії — згортає програму; провести вверх від лінії і затримати — відкриває меню запущених програм; провести по лінії вправо чи вліво — перемикання між запущеними програмами; провести з правого чи лівого краю екрану — повернутися назад; провести з нижнього кутка екрану — викликається Google Assistant; - Додано темну тему, що економить заряд на OLED екранах; - Додано програму Pixel themes завдяки якій можна змінювати стиль годинника на екрані блокування, шрифт, форму іконок, піктограми в панелі статусу та панелі керування; - Запис екрана (вирізано в релізній версії); - «Бульбашкові» чати (вирізано в релізній версії); - Припинена підтримка Android Beam; - Дозволено користувачам розширено налаштовувати дозвіл на місцезнаходження: заборонити; дозволяти, лише коли додаток використовується; дозволяти завжди; - Нові дозволи для доступу до фонових фотографій, відео та аудіофайлам; - Фонові програми більше не можуть вискакувати на передній план; - Покращена конфіденційність: обмежений доступ до не скидуваних ідентифікаторів пристрою; - Динамічний формат глибини для фотографій, який дозволяє змінювати ступень розмитості фону після зйомки; - Підтримка відеокодека AV1, відео формату HDR10+ і аудіокодека Opus; - Вбудований MIDI API, який дозволяє взаїмодіювати з музикальними контролерами; - Покращена підтримка біометричної автентифікації в програмах. |                              |
| Дата виходу: 3 вересня 2019 Версія ядра Linux: 2.x Версія API: 29 |                              |

| | Українська назва: «відсутня» |
| - Підтримка 5G; - Запис екрана, який вмикається з ярлика в панелі керування; - Додано «бульбашкові» чати; - Сповіщення з месенджерів окремо відділені в панелі сповіщень в розділі «Розмови»; - Темна тема що вмикається автоматично по заданому вами часу або по часу заходу сонця; - Можна давати одноразові дозволи програмам; - Автоматичне скидання дозволів в додтаках, якими давно не користувались; - Покращена підтримка нейромереж; - Оновлення безпеки через Google Play — «Project Mainline»; - Нові жести Motion Sense для Pixel 4 і Pixel 4 XL (працює не у всіх регіонах); - В док-барі можуть знаходитися пропонавані вам додатки; - В папці може автоматично підбиратися назва в залежності від додтків, що знаходяться в ній; - Плеєр музики був перенесений в панель керування. Також в плеєрі можна вибрати пристрій, на якому буде грати музика; - В меню живлення додано елементи керування розумним будинком та доступ до банківських карток; - Змінено інтерфейс редагування скріншотів; - В меню запущених програм додано кнопки «Скріншот», «Поділитися» і «Виділити» для виділення тексту; - Тепер до Android Auto можна під'єднюватися без використання кабелю; - Додано функцію «Голосовий доступ», завдяки якій люди з обмеженими можливостями можуть керувати смартфоном за допомогою голосу. |                              |
| Дата виходу: 8 вересня 2020 Версія ядра Linux: 2.x Версія API: 30 |                              |

| | Українська назва: «відсутня» |
| - «Material You» — нова складова користувацького інтерфейсу, особливістю якої стала адаптація кольорів інтерфейсу під шпалери корисувача, або вибрані кольори. - Активація різних дій через подвійний дотик по задній панелі; - Більші бульбашки іконок; - Новий редактор скріншотів (можна додавати емоджі та текст) і можливість зробити довгий скрін; - Можливість поділитись підключенням до Wi-Fi через Nearby Sharing; - Покращена підтримка вібрації ґеймпадів; - Нове розміщення іконок сіткою 4х5; - Можливість виходити з повноекранних застосунків одним свайпом; - Налаштування керування смартфоном однією рукою; - Можливість швидко вимкнути використання мікрофона та камери; - Можливість вимкнути автоматичне увімкнення медіаплеєра для деяких додатків; - Спрощений доступ до функції «Екстрений виклик — SOS» (натиснути кнопку живлення 5 разів); - Можливість зменшення яскравості кольорів (для людей з вадами зору). |                              |
| Дата виходу: 4 жовтня 2021 Версія ядра Linux: 2.x Версія API: 31 |                              |

|                                                                   | Українська назва: «відсутня» |
| - Краща оптимізація системи під великі екрани;                    |                              |
| Дата виходу: 7 березня 2022 Версія ядра Linux: 2.x Версія API: 32 |                              |

| | Українська назва: «Тірамісу» |
| - Оновлений ART Android 13 має нове збирання сміття (англ. garbage collector; GC), який видаляє системний виклик userfaultfd Linux. Це зменшує навантаження на пам’ять, розмір скомпільованого коду, сміття і запобігає ризику закриття програм через брак пам’яті під час GC. Інші зміни також покращують запуск додатків, зменшують затримку та покращують продуктивність; - Підтримка тематичних іконок сторонніми програмами та виробниками. |                              |
| Дата виходу: 15 серпня 2022 Версія ядра Linux: 2.x Версія API: 33 |                              |

| | Українська назва: «перевернутий торт» |
| - Додано можливість змінити стиль і колір годинника на екрані блокування; - Додано можливість змінити ярлики на екрані блокування; - Додано монохромну тему; - Додано підтримку зображень з Ultra HDR - Додано можливість генерувати шпалери за допомогою штучного інтелекту (починаючи зі смартфонів лінійки Pixel 8). - Додано майстерню смайлів, що дає можливість створити шпалери з емоджі (тільки пристрої Pixel); - Додано можливість використовувати смартфон як вебкамеру; - Додано Health Connect. | [[Файл:\|200px]]                      |
| Дата виходу: 7 березня 2022 Версія ядра Linux: 2.x Версія API: 34 |                                       |

| | Українська назва: «Андроїд V (Ванільне Морозиво)» |
| - введено модернізований режим мультизадачності з можливістю запуску двох програм на одному екрані; - запроваджено функцію «Приватний простір», яка надає можливість створити секретний профіль, завантажувати програми до ного, а також зберігати фото, відео та інші файли, тим самим вони не потраплять в основний обліковий запис; - запроваджено можливість обмежити заряджання акумулятора до 80%; - надає можливість зміни гаманця за умовчанням; - більше рекомендацій віджетів в меню віджетів; - закріплення док-панелі (складні смартфони та планшети); - додаткова автентифікація при активації певних налаштувань; - змінений дизайн розширеного меню регулювання гучності; - можливість архівувати програми та додатки, які рідко використовуються, що дозволяє звільнити місце для зберігання без втрати даних, а також інші зміни (доповнення); - адаптивний контроль вібрації, що регулює інтенсивність вібрації залежно від оточення, зменшуючи її на плоских поверхнях і посилюючи в місцях, що поглинають рух; - передбачено повернення назад «Predictive Back», що надає можливість попереднього перегляду програми, до якої ви повертаєтеся, коли тягнете з лівого краю екрана; - присутня нова опція в налаштуваннях «Шпалери та стиль» дозволяє змінювати контраст кольорів на головному екрані; - змінено меню застосування шпалер; - внесено функцію захисту від скидання заводських налаштувань, яка ускладнює використання вкрадених телефонів, не дозволяючи злодіям налаштовувати пристрій після стирання даних; - присутній «Захист від викрадення», що використовує ШІ і дані датчиків для виявлення раптових рухів, які свідчать про спробу вкрасти телефон, відповідно у таких випадках телефон автоматично блокується, а також інші зміни (доповнення); - введено розширені обмежені налаштування, в результаті ОС Android 15 здатна захистити одноразові паролі від шкідливих програм, забезпечуючи більш безпечну взаємодію з користувачем. - запроваджено на планшетах віджети на екрані блокування; - змінено дизайн налаштувань. |                                                   |
| Дата виходу: 15 травня 2024 Версія ядра Linux: 2.x Версія API: 35 |                                                   |